# Deniz Almas
Deniz Almas (* 17. Juli 1997 in Calw) ist ein deutscher Leichtathlet, der auf den Sprint spezialisiert ist.

## Familie
Almas hat eine deutsche Mutter und einen türkischstämmigen Vater. Er wuchs in Altburg, einem Ortsteil von Calw, auf. Sein Spitzname ist Turbotürke. Seit 2018 lebt er in Leipzig.

## Sportliche Laufbahn
Im Februar 2020 wurde er in Leipzig bei den Hallenmeisterschaften deutscher Meister über 60 Meter.
Am 1. August 2020 setzte er sich bei einem Lauf in Weinheim mit einer Zeit von 10,08 s an die Spitze der europäischen Jahresbestenliste über 100 Meter. Eine Woche später, am 8. August 2020, gewann er in Braunschweig bei den Deutschen Meisterschaften den Titel über 100 Meter.
Bei den Europameisterschaften 2024 in Rom erreichte er bei der 4-mal-100-Meter-Staffel den dritten Platz.

## Vereinszugehörigkeiten
Almas trainierte bis 2019 beim VfL Sindelfingen und war danach von 2020 bis 2024 beim VfL Wolfsburg unter Vertrag. 2025 wechselte er zum LG Olympia Dortmund.